# Georges Franceschetti
Georges Franceschetti (Bastia, 16 marzo 1948) è un ex calciatore francese, di ruolo centrocampista.

## Biografia
Esercitò anche la professione di commerciante a Bastia.

## Caratteristiche tecniche
Centrocampista difensivo dotato di senso del gol, i suoi punti di forza erano tuttavia la rapidità e la capacità nella verticalizzazione.

## Carriera

### Calciatore
Formatosi nel club della sua città natale, dopo una stagione in prestito al Cannes esordì nella prima squadra del Bastia nella stagione 1968-69, ottenendo subito il posto di titolare e, a partire dalla stagione 1971-72, la fascia di capitano. Le prestazioni offerte dal giocatore in quest'ultima stagione attirarono l'interesse del presidente dell'Olympique Marsiglia Marcel Leclerc, che lo acquistò dopo la finale di Coppa di Francia 1971-72.
Dopo due stagioni in cui offrì delle prestazioni alterne dal punto di vista del rendimento, Franceschetti fece ritorno al Bastia dove riguadagnò il posto di titolare. Si ritirò dal calcio giocato al termine della stagione 1977-78, durante la quale fu costretto a saltare gran parte delle gare in programma per via di un infortunio.

## Statistiche

### Presenze e reti nei club
| Stagione            | Squadra             | Campionato          | Campionato | Campionato | Coppe nazionali | Coppe nazionali | Coppe nazionali | Coppe continentali | Coppe continentali | Coppe continentali | Totale | Totale |
| Stagione            | Squadra             | Comp                | Pres       | Reti       | Comp            | Pres            | Reti            | Comp               | Pres               | Reti               | Pres   | Reti   |
| ------------------- | ------------------- | ------------------- | ---------- | ---------- | --------------- | --------------- | --------------- | ------------------ | ------------------ | ------------------ | ------ | ------ |
| 1967-68             | Cannes              | D2                  | 22         | 0          | CF              | 1               | 0               | -                  | -                  | -                  | 23     | 0      |
| 1968-69             | Bastia              | D1                  | 28         | 1          | CF              | 1               | 0               | -                  | -                  | -                  | 29     | 1      |
| 1969-70             | Bastia              | D1                  | 29         | 2          | CF              | 9               | 1               | -                  | -                  | -                  | 38     | 3      |
| 1970-71             | Bastia              | D1                  | 38         | 3          | CF              | 0               | 0               | -                  | -                  | -                  | 39     | 3      |
| 1971-72             | Bastia              | D1                  | 36         | 8          | CF              | 8               | 4               | -                  | -                  | -                  | 44     | 12     |
| Totale Bastia       | Totale Bastia       | Totale Bastia       | 131        | 14         |                 | 18              | 5               |                    | -                  | -                  | 150    | 19     |
| 1972-73             | O. Marsiglia        | D1                  | 20         | 4          | CF              | 3               | 1               | CC                 | 2                  | 0                  | 25     | 5      |
| 1973-74             | O. Marsiglia        | D1                  | 24         | 3          | CF              | 1               | 0               | CU                 | 4                  | 0                  | 29     | 3      |
| Totale O. Marsiglia | Totale O. Marsiglia | Totale O. Marsiglia | 44         | 7          |                 | 4               | 1               |                    | 6                  | 0                  | 54     | 8      |
| 1974-75             | Bastia              | D1                  | 35         | 3          | CF              | 8               | 0               | -                  | -                  | -                  | 43     | 3      |
| 1975-76             | Bastia              | D1                  | 25         | 2          | CF              | 6               | 0               | -                  | -                  | -                  | 31     | 2      |
| 1975-76             | Bastia 2            | D3                  | 2          | 0          | -               | -               | -               | -                  | -                  | -                  | -      | -      |
| 1976-77             | Bastia              | D1                  | 35         | 3          | CF              | 1               | 0               | -                  | -                  | -                  | 36     | 3      |
| 1977-78             | Bastia              | D1                  | 10         | 1          | CF              | 3               | 1               | CU                 | 3                  | 1                  | 16     | 3      |
| 1977-78             | Bastia 2            | D3                  | 3          | 1          | -               | -               | -               | -                  | -                  | -                  | -      | -      |
| Totale Bastia       | Totale Bastia       | Totale Bastia       | 105        | 9          |                 | 18              | 1               |                    | 3                  | 1                  | 150    | 19     |
| Totale carriera     | Totale carriera     | Totale carriera     | 302        | 30         |                 | 42              | 7               |                    | 9                  | 1                  | 353    | 38     |